# استفانوس تسیتسیپاس
استفانوس تسیتسیپاس (یونانی: Στέφανος Τσιτσιπάς، تلفظ [ˈstefanos t͡sit͡siˈpas] ; متولد (۱۲ اوت ۱۹۹۸) یک تنیس باز حرفه ای یونانی است. او جوانترین بازیکن در بین ده تنیسور برتر رنکینگ جهانی از سوی انجمن حرفه ای‌های تنیس (ATP) است و در رتبه ۳ این رنکینگ قرار گرفته‌است (سپتامبر ۲۰۲۱). او نخستین بازیکن یونانی است که موفق شد در سال ۲۰۱۸ به قهرمانی در یک تورنمنت ATP دست یابد. او در سال ۲۰۱۸ در مسابقات آزاد استکهلم موفق شد ارنستس گولبیس شکست دهد و به قهرمانی برسد، او همچنین برترین بازیکن تاریخ یونان می‌باشد.

### ۲۰۱۹: نیمه نهایی آزاد استرالیا، حضور در ده تنیسور برتر جهان

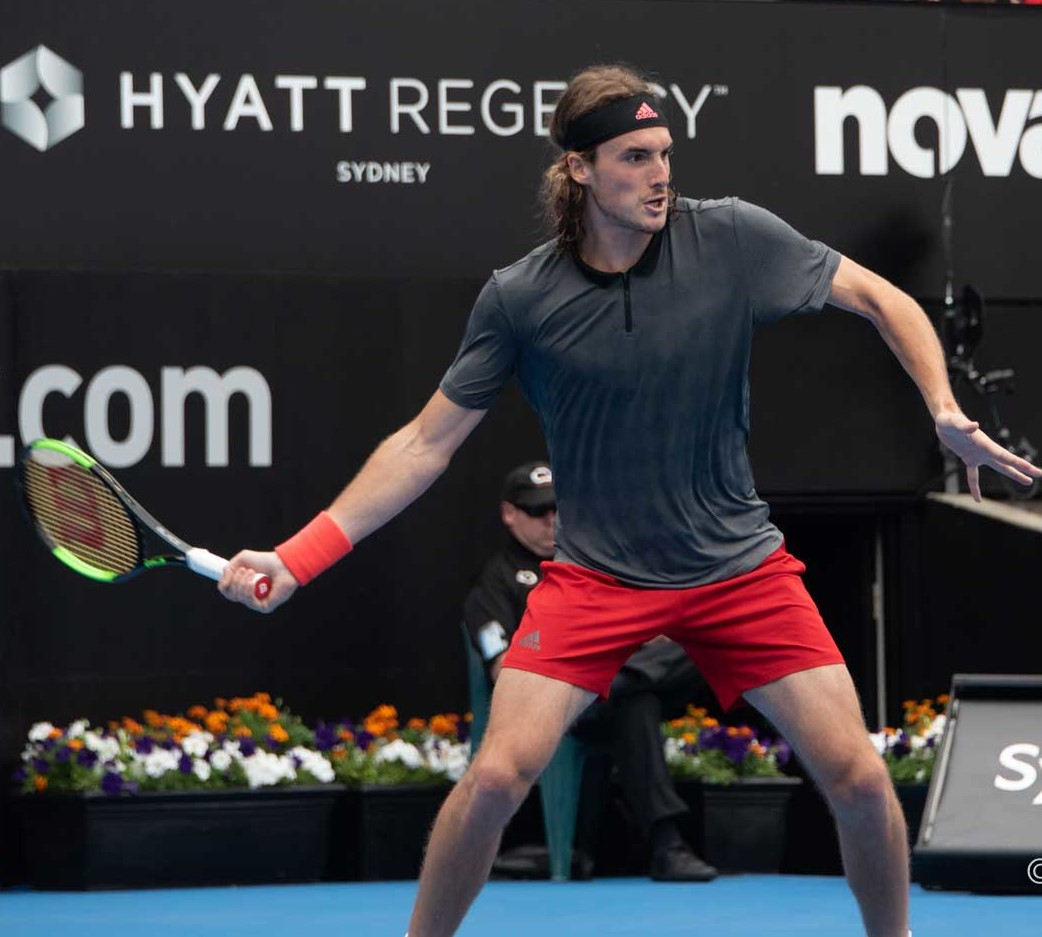
Tsitsipas در سیدنی ۲۰۱۹ بین‌المللی

تسیتسیپاس فصل را در جام هوپمن در کنار ماریا ساکاری آغاز کرد.
استفانوس تسیتسیپاس در مسابقات تنیس آزاد استرالیا مقابل راجر فدرر در حالی که ست اول را باخته بود، با روحیه ای ستودنی به بازی بازگشت و توانست در دیدگان متحیر تماشاگران در مسابقه ای که ۳:۵۰ ساعت طول کشید، راجر فدرر محبوب و اسطوره دنیای تنیس را شکست دهد و به مرحله بعد صعود کند.
او در مرحله یک چهارم نهایی از سد باتیستا آگوت گذشت تا در نیمه نهایی مقابل اسطوره دیگر دنیای تنیس قرار بگیرد.
در این دیدار رافائل نادال باتجربه با احتیاط فراوان مقابل این جوان پرنشاط بازی را کنترل کرد و در حالی که استفانوس نمایش زیبایی از خود به همراه داشت با نتیجه ۳–۰ شکست خورد و از راهیابی به فینال بازماند.
اما بعد از حدود یک ماه از گرنداسلم استرالیا استفانوس تسیتسیپاس باز هم در یک تورنمنت مهم توانست بدرخشد و به فینال راه یابد و مقابل راجر فدرر قرار بگیرد. در این دیدار تماشایی که هر دو بازیکن عملکرد خوبی را به نمایش گذاشتند راجر فدرر توانست انتقام خود را از استفانوس بگیرد و با برتری ۲–۰ صدمین قهرمانی خود را جشن بگیرد.
در مسابقات تنیس دبی موفق شد به فینال این رقابت‌ها راه یابد ولی در برابر راجر فدرر سوئیسی با نتیجه ۲–۰ شکست خورد و به نایب قهرمانی دست یافت.

## آمار
| مسابقات بزرگ اسلم |     |     |     |     |     |      |     |
| استرالیا          | الف | Q2  | 1R  | SF  | ۲/۰ | ۵–۲  | 71٪ |
| فرانسوی باز       | الف | 1R  | 2R  |     | ۲/۰ | ۱–۲  | 33٪ |
| ویمبلدون          | الف | 1R  | 4R  |     | ۲/۰ | ۳–۲  | 60٪ |
| ایالات متحده باز  | الف | Q3  | 2R  |     | ۱/۰ | ۱–۱  | 50٪ |
| برنده شدن         | ۰–۰ | ۰–۲ | ۵–۴ | ۵–۱ | ۷/۷ | ۱۰–۷ | 59٪ |

### دو نفره
| مسابقات بزرگ اسلم |     |     |     |     |     |     |     |
| باز استرالیا      | الف | الف | الف | الف | ۰/۰ | ۰–۰ | –   |
| فرانسوی باز       | الف | الف | الف |     | ۰/۰ | ۰–۰ | –   |
| ویمبلدون          | الف | الف | 1R  |     | ۱/۰ | ۰–۱ | 0٪  |
| ایالات متحده باز  | الف | الف | 2R  |     | ۱/۰ | ۱–۱ | 50٪ |
| برنده شدن         | ۰–۰ | ۰–۰ | ۱–۲ |     | ۲/۰ | ۱–۲ | 33٪ |